# بوچین
بوچین (به صربی: Beočin) یک شهرستان در صربستان است که در ناحیه باچکای جنوبی واقع شده‌است. بوچین ۸۸ متر بالاتر از سطح دریا واقع شده‌است.

## خواهرخوانده
شهرهای باتونیا، Ugljevik و نواکی خواهرخوانده‌های بوچین هستند.